# Conflit entre la dynastie Ming et Tourfan
Le Conflit entre la dynastie Ming et Tourfan est une série de conflits opposant la dynastie Ming et le Khanat de Tourfan, qui éclatent en raison de différends sur le tracé des frontières, le commerce et les problèmes de succession au trône de Tourfan.

## Origines du conflit
En 1404, la dynastie Ming vassalise le royaume de Kara Del (Qumul, Hami) et le transforme en préfecture de Qumul (Hami), puis, en 1406, ils défont le souverain de Tourfan. Après quelques décennies de paix relative, les Chinois vont devoir affronter les autres puissances régionales pour garder le contrôle de ce royaume, et principalement le Khanat de Tourfan

## Déroulement
En 1443, 1445 et 1448, les mongols Oirats d'Esen taishi occupent Kara Del, et ce jusqu'en 1473, date a laquelle Ali, le Khan de Tourfan, aussi connu sous le nom de Yunus Khan, s'empare à son tour du royaume. Les Ming tentent alors de reprendre la main dans la région et envoient une armée qui expulse Ali d'Hami et l'oblige à retourner à Tourfan. Cette victoire est de courte durée, car dès que les troupes Ming repartent en Chine, Ali réoccupe Hami. Par la suite, les Mongols d'Esen Taishi reprennent Hami à deux reprises en 1482 et 1483.
En 1491, la dynastie Ming reprend a nouveau le contrôle d'Hami/Qumul et donne à un descendant des Yuan le rang de Prince de Qumul. Ils nomment ensuite des surveillants pour chaque groupe ethnique résidant à Qumul, un poste appelé tu-tu (en Romanisation Wade-Giles)
Cette victoire ne dure qu'un temps, car Ahmed (Ahmad Alaq), le fils d'Ali, reconquiert le Kara Del en 1493 et capture le roi d'Hami, le prince Champa, ainsi que le représentant de la Chine à Hami. En réponse, la dynastie Ming impose un blocus économique au Khanat de Tourfan et expulse tous les Ouïghours du Gansu. La situation au sein du Khanat devient si difficile qu'Ahmed fini par partir,. Après son départ, l'armée chinoise marche sur Hami/Qumul pour reprendre le contrôle du royaume. Ahmad Alaq se replie alors une nouvelle foi, relâche le prince Champa, se reconnait en position d'infériorité par rapport à l'empereur chinois et accepte que Champa prenne le trône de Qumul. Sayyid Husain, qui était le surveillant de la population musulmane du Kara Del, c'était réfugié en Chine lors de l'invasion d'Hami/Qumul par les troupes de Tourfan, ce qui ne l'avais pas empêché de comploter avec Ahmad Alaq pour être nommé Prince et régner sur Hami ou nom des Khans de Tourfan. Son complot étant découvert, il est arrêté en 1516 et envoyé à Pékin, mais, une fois sur place, il réussit à soudoyer l'empereur Zhengde et à intégrer le cercle de ses proches, devenant finalement son amant homosexuel.
Au XVIe siècle, la dynastie Ming repousse une série de raids du royaume de Tourfan, qui est alors dirigé par Mansour, le fils d'Ahmed, et des Mongols Oirat. Ces raids sont liés a des conflits concernant les tributs versés aux uns et aux autres. Les combats ont lieu en 1517, 1524 et 1528, lorsque la dynastie Ming rejette les tributs que Tourfan veut lui verser. Mansour part alors au combat et s'empare de Qumul en 1517, avant d'envahir la Chine en 1524 avec une armée de 20 000 soldats originaires de Suzhou. Cette attaque est repoussée par une armée Ming incluant des troupes mongoles,. Malgré cette victoire, les Chinois refusent de lever le blocus et les restrictions économiques qui ont conduit aux combats et continuent de refuser les tributs de Tourfan. Par contre, malgré sa défaite, Mansour garde le contrôle d'Hami/Qumul qu'il a annexé en 1513.